# Pidonia similis
Pidonia similis là một loài bọ cánh cứng trong họ Cerambycidae.